# Vladimir Ivanov (futebolista)
Vladimir Ivanov (Sófia, 6 de fevereiro de 1973) é um ex-futebolista profissional búlgaro que atuava como defensor.

## Carreira
Vladimir Ivanov integrou a Seleção Búlgara de Futebol na Eurocopa de 2004.